# إبراهيم المصري

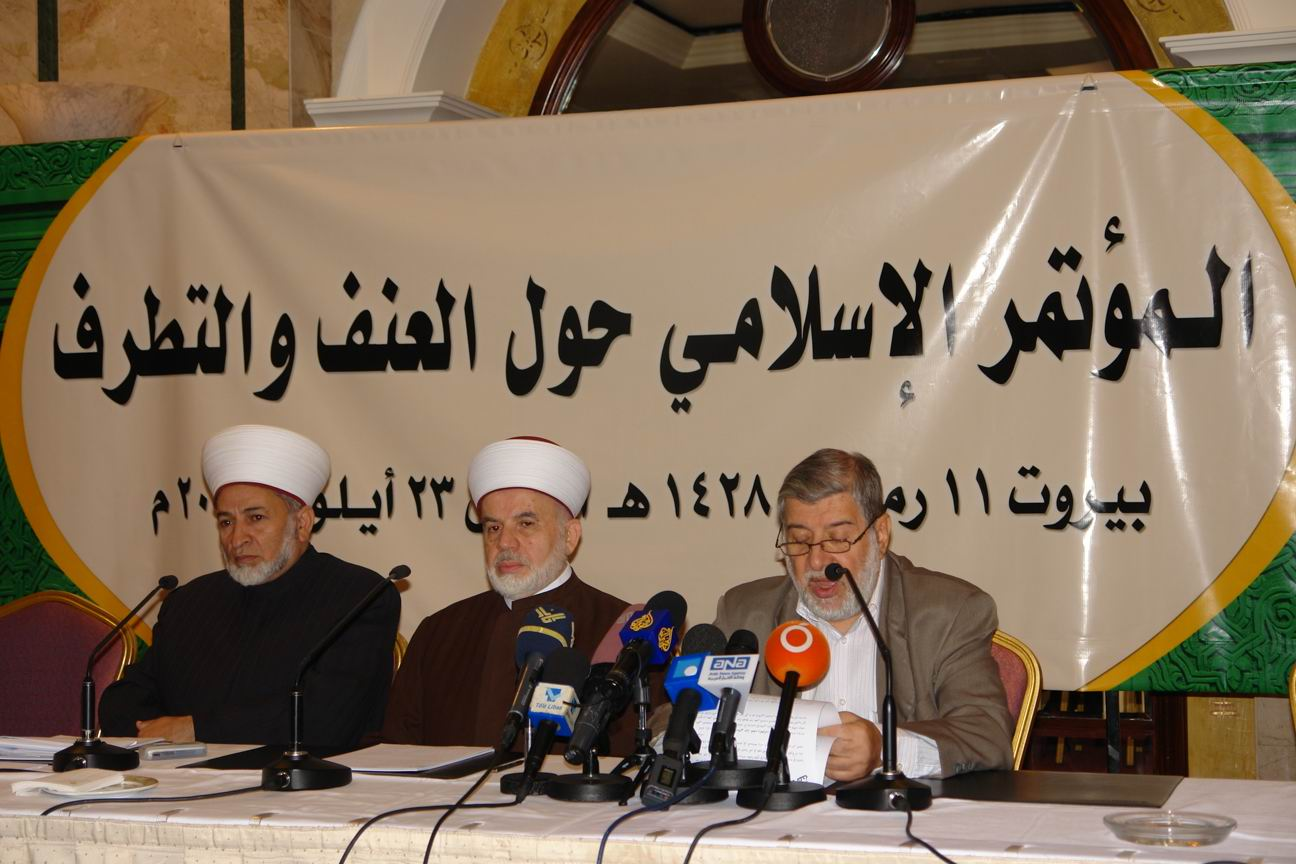
من اليمين إبراهيم المصري الأمين العام للجماعة الإسلامية في لبنان، في الوسط المستشار فيصل مولوي الأمين العام للجماعة السابق، وفي اليسار القاضي الشيخ زكريا غندور

إبراهيم المصري هو سياسي لبناني، وُلد عام 1937 بمدينة طرابلس – شمال لبنان، ونشأ فيها وتعلم في مدارسها. عمل بالتعليم من عام 1959 إلى عام 1963، ثم تولى رئاسة تحرير مجلة «المجتمع» اللبنانية من عام 1964 حتى عام 1966. أسس مع عدد من إخوانه «الجماعة الإسلامية» في لبنان عام 1964.

## مناصبه
- تولّى رئاسة تحرير مجلة «الشهاب» التي أصدرتها الجماعة الإسلامية من عام 1966 حتى عام 1975.[2]
- عام 1978 كان أحد مؤسسي «المؤسسة الإسلامية للطباعة والصحافة والنشر».[3]
- عام 1979 تولّى رئاسة تحرير مجلة «الأمان» الصادرة عن المؤسسة الإسلامية، وهي أسبوعية سياسية، ولا تزال تصدر في بيروت حتى الآن.[4]
- تولّى في الوقت نفسه مهمة نائب الأمين العام للجماعة الإسلامية في لبنان عام 2006.
- جرى انتخابه أميناً عاماً للجماعة الإسلامية بداية عام 2010.